# Phil Bruns
Philip „Phil“ Bruns (* 2. Mai 1931 in Pipestone, Minnesota; † 8. Februar 2012 in Los Angeles, Kalifornien) war ein US-amerikanischer Schauspieler.

## Leben
Bruns besuchte die Yale Drama School, spielte in New York auf der Bühne sowie in Werbespots und war seit 1959 als Charakterdarsteller aktiv; am bekanntesten ist seine Rolle in der Fernsehserie Mary Hartman, Mary Hartman als Vater der Titelheldin. Mitte der 1960er Jahre war er drei Jahre lang an der Seite von Jackie Gleason in dessen Comedyshow zu sehen. Als Gaststar war er für zahlreiche Serien wie Columbo, Harrys wundersames Strafgericht, M*A*S*H und Seinfeld tätig. Auch in etwa 40 Kinofilmen wirkt er mit.
2008 erschien sein Buch The Character Actor's Do’s, Don’ts And Anecdotes.

## Filmografie (Auswahl)
- 1962: Wagen 54, bitte melden (Car 54, Where Are You?, Fernsehserie, 1 Episode)
- 1962, 1963: Preston & Preston (The Defenders, Fernsehserie, 2 Episoden)
- 1962–1966: Die Jackie-Gleason-Show (Jackie Gleason: American Scene Magazine, Fernsehserie, 23 Episoden)
- 1963: General Hospital (Fernsehserie, 1 Episode)
- 1963: Route 66 (Fernsehserie, 1 Episode)
- 1965: Tausend Clowns (A Thousand Clowns)
- 1967: All Woman
- 1968: Der Schwimmer (The Swimmer)
- 1969: Let Me Hear You Whisper (Fernsehfilm)
- 1969: Asphalt-Cowboy (Midnight Cowboy)
- 1970: Jenny
- 1970: Nie wieder New York (The Out of Towners)
- 1971: Wo Gangster um die Ecke knallen (The Gang That Couldn’t Shoot Straight)
- 1972: Between Time and Timbuktu (Fernsehfilm)
- 1972: Silent Night, Bloody Night
- 1973: Mr. Inside/Mr. Outside (Fernsehfilm)
- 1974: The Family Kovack (Fernsehfilm)
- 1974: Harry und Tonto (Harry and Tonto)
- 1974: Columbo: Geld, Macht und Muskeln (An Exercise in Fatality, Fernsehreihe)
- 1975: Tollkühne Flieger (The Great Waldo Pepper)
- 1975: Target Risk (Fernsehfilm)
- 1975: Last Hours Before Morning (Fernsehfilm)
- 1975: Die Buggy-Bumser (Flash and the Firecat)
- 1975: Die Gangsterschlacht von Kansas City (The Kansas City Massacre, Fernsehfilm)
- 1976: Nickelodeon
- 1976–1977: Mary Hartman, Mary Hartman (Fernsehserie, 250 Episoden)
- 1977: The Chopped Liver Brothers (Fernsehfilm)
- 1978: Peeping Times (Fernsehfilm)
- 1978: Zwei heiße Typen auf dem Highway (Corvette Summer)
- 1979: But Mother! (Fernsehfilm)
- 1980: Der lange Tod des Stuntman Cameron (The Stunt Man)
- 1982: Ein Draufgänger in New York (My Favorite Year)
- 1983: Flashdance
- 1983: Verfolgt bis in den Tod (Blood Feud, Fernsehfilm)
- 1983: Great Day (Fernsehfilm)
- 1984: Airwolf: Eine unschlagbare Waffe (Airwolf, Fernsehfilm)
- 1986: Verraten (Fernsehfilm)
- 1986: Seine letzte Chance (The Christmas Star)
- 1988: Toll treiben es die wilden Zombies (Return of the Living Dead Part II)
- 1990: Dead Men Don’t Die
- 1992: Opposite Sex – Der kleine Unterschied (The Opposite Sex and How to Live with Them)
- 1993: Love Bites
- 1994: Pentathlon
- 1995: Digital Man
- 1996: Ed – Die affenstarke Sportskanone (Ed)
- 1996: Der große Stromausfall – Eine Stadt im Ausnahmezustand (The Trigger Effect)
- 1998: Skidmarks – Blutspuren (Johnny Skidmarks)
- 1999: Inferno